# 宏池會 (谷垣派)

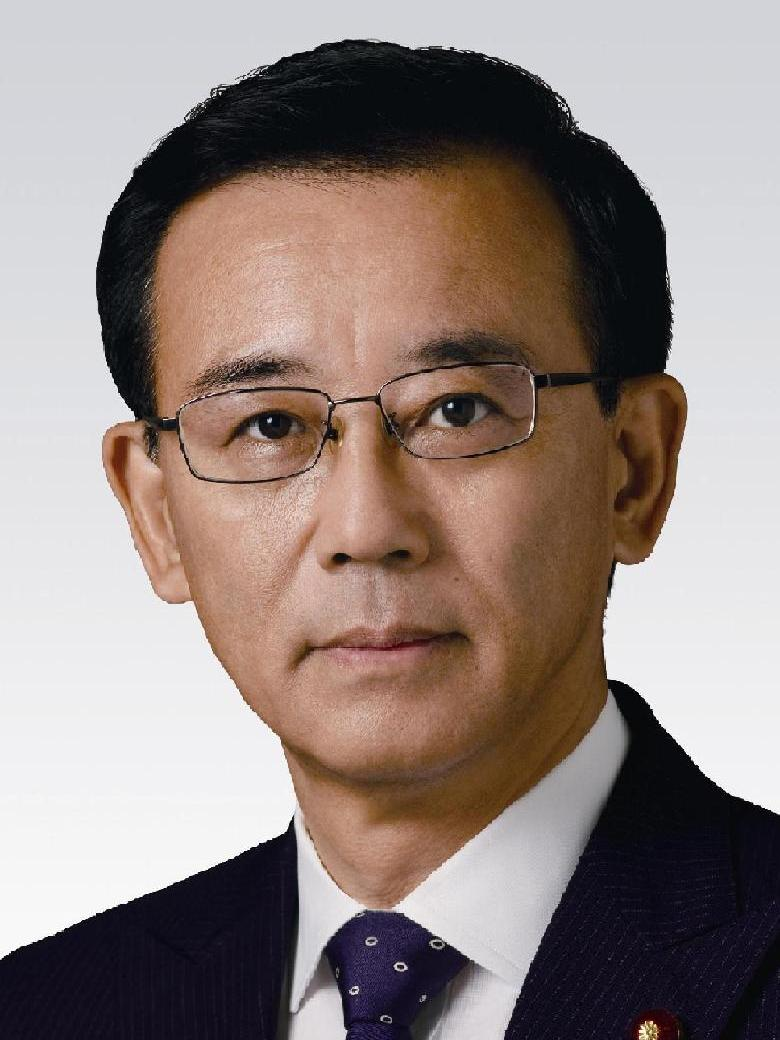
宏池會・谷垣派会長
谷垣禎一

宏池會・谷垣派曾經為自由民主黨的派系，普遍稱為加藤派→旧加藤派→小里派→谷垣派。這個派系在2000年加藤之亂時支持當時宏池會會長加藤紘一對森喜朗的倒閣運動。
日後的有鄰會事實上是宏池會谷垣派的延續。

## 歷史
2000年加藤之亂時，加藤派內部出現分裂，反對倒閣的派系領袖如前首相宮澤喜一及古賀誠等於2001年擁立堀内光雄為新任代表，成立堀内派。脫離加藤派，令宏池會變成兩個派系。而效忠於加藤的派系則被改稱為宏池会（加藤派）。由於大部份派系成員都加入堀內派，令加藤派由黨內第2大派閥淪為第6大，影響力銳減。
2002年3月，由於加藤紘一受其秘書逮捕的影響，決定從離開自由民主黨，退出派閥及辭去眾議院議席。小里貞利成為新任會長，派系改稱為小里派。在2003年加藤在重返眾議院，成為派系的名譽會長。2005年8月，小里決定離開政界。
2005年9月，谷垣禎一成為新任會長，派系亦改稱為谷垣派。在2006年自由民主黨總裁選舉，谷垣出選，但得票第三。雖然落敗，但由於國會議員得票比預期中多，故谷垣派在自民黨的影響力有所提升。由於一直跟安倍晉三保持距離，所以在安倍於參議院選舉失去控制權時，公開要求安倍辭職。
在2007年自由民主黨總裁選舉時，在谷垣自己不參選後，成為最早公開支持福田康夫出選的派系之一。故此，在福田政權中，谷垣派扮演更大的角色，谷垣更出任黨政調會長，谷垣派重返成為自民黨的主流派。
2008年5月13日，跟堀内派演變的古賀派合併，宏池會合二為一。
2012年總裁選舉，宏池會會長古賀誠決定不支持谷垣禎一連任，轉而支持石原伸晃，谷垣不得不退出選舉。
選後對宏池會不滿的谷垣派系事實上重新獨立，起名為有鄰會（詞源是《論語》的「德不孤，必有隣」）。
2023年1月25日，有鄰會在幹部會議的討論之後決定解散，隔日於臨時總會正式生效。

## 構成

### 主要成員
2008年5月13日合併前
- 會長 - 谷垣禎一
- 會長代理 - 川崎二郎
- 事務總長 - 中谷元

### 所屬眾議院議員
2008年5月13日合併前
| 谷垣禎一（9回、京都5區） | 川崎二郎（8回、三重1區）  | 逢沢一郎（7回、岡山1區）   | 園田博之（7回、熊本4區）  |
| 中谷元（6回、高知2區）   | 山本公一（5回、愛媛4區）  | 遠藤利明（4回、山形1區）   | 佐藤勉（4回、橋木4區）    |
| 原田令嗣（2回、靜岡2區） | 井沢京子（1回、比例近畿） | 小里泰弘（1回、鹿兒島4區） | 土井真樹（1回、比例東海） |

（計12名）

### 所屬参議院議員
| 加納時男（2回、比例區） | 岸宏一（2回、山形縣） | 加治屋義人（2回、鹿兒島縣） |  |

（計3名）

## 相關項目
- 自由民主黨
- 自由民主黨的派閥
- 保守本流
- 宏池會
- 加藤之亂（日语：加藤の乱）
- 池田勇人